# Biennale de danse du Val-de-Marne
La Biennale nationale de danse du Val-de-Marne est un festival de danse contemporaine qui se déroule au printemps de chaque année impaire, dans le département du Val-de-Marne. Créé en 1981 par Michel Caserta et Lorrina Niclas, l’évènement est aujourd’hui piloté par La Briqueterie - CDCN du Val-de-Marne. La Biennale a participé à l’éclosion des grands courants de la danse française et internationale.

## Historique

### Le festival de Vitry-sur-Seine
Installés à Vitry-sur-Seine, Michel Caserta, directeur et chorégraphe de l'Ensemble chorégraphique de Vitry-sur-Seine, et son administratrice, Lorrina Niclas, développent sur le territoire de la commune un travail de création et de sensibilisation auprès des publics, à l’instar de Jacques Lassalle pour le théâtre, ou d’Antoine Vitez à Ivry-sur-Seine.
Pour convaincre les institutions de développer une manifestation autour de la danse mêlant rencontres professionnelles et diffusion de spectacles, ils organisent, avec le soutien de Jean Collet, conseiller municipal de Vitry-sur-Seine élu à la Culture, un temps fort au théâtre Jean-Vilar de Vitry. La première édition du festival national de danse du Val-de-Marne a lieu les 30 mars et 1er avril 1979, avec des pièces de François Verret, Hideyuki Yano, Maïté Fossen, Daniel Dobbels, Christine Gérard, Kilina Crémona, Michel Caserta, Dominique Bagouet, Jean Golovine, Caroline Dudan, Michèle Lazès, Serge Kreuten, Lar Lubovitch, Jacques Garnier...

### La Biennale du Val-de-Marne
Au vu du succès public et politique de ce premier festival, Michel Caserta et Lorrina Niclas convainquent Michel Germa, président du Conseil général du Val-de-Marne, d’organiser une manifestation alliant création chorégraphique, représentations de spectacles et formation professionnelle. Ils créent l'Association de la Biennale de danse du Val-de-Marne pour porter la première Biennale nationale de danse du Val-de-Marne, qui se tient deux ans plus tard, du 15 mai au 6 juin 1981 dans 17 villes partenaires du département, accueillant 18 compagnies venues de toute la France. « Je leur propose des spectacles qu'ils achètent autour de 50 % de leur prix, le reste étant payé par la Biennale », déclare Michel Caserta.
Édition après édition, la Biennale devient un lieu national de réflexion professionnelle et artistique de la danse, et un moyen de désenclaver culturellement la banlieue parisienne. La manifestation participe à l’émergence et à la reconnaissance de chorégraphes français ou installés en France, mais accueille également de grands noms et futurs grands noms de la scène chorégraphique contemporaine internationale,.

#### La Briqueterie
Au début des années 2000, Michel Caserta souhaite donner à la Biennale un outil de production pour soutenir le travail de diffusion des œuvres chorégraphiques de la Biennale. En 2003, le conseil général du Val-de-Marne, qui soutient cette initiative, acquiert la briqueterie de Gournay, bâtiment industriel désaffecté datant de 1868, dans le nord de Vitry-sur-Seine. 
En 2010, Daniel Favier succède à Michel Caserta à la direction de la Biennale. Après de grands travaux de réhabilitation dirigés par l’agence Philippe Prost, le lieu est inauguré en 2013,. La Biennale nationale du Val-de-Marne devient un événement porté par La Briqueterie – Centre de développement chorégraphique du Val-de-Marne.
En 2021, Sandra Neuveut succède à Daniel Favier à la tête de la Briqueterie CDCN.

## Les différentes éditions

### 1reédition– du15 maiau6 juin 1981
Artistes programmés :
- Dominique Bagouet
- Michel Caserta, Deltah
- Christine Gérard, La pierre fugitive
- Alain Germain, L’incitation de Merseburg et Les veuves ambulantes
- Françoise Dupuy, Ana Non
- Michel Hallet Eghayan, Portrait
- Gigi Caciuleanu, Comedia, Interférences et Equinoxe
- Hideyuki Yano, Ma danse rituel
- Norbert Schmuki et les jeunes solistes de l’Opéra de Paris, A tempo, La barre, Les murmures, Boubou, Flûte de Pam, L’indifférent, Escamillo, Adage soli
- Serge Kreuten
- Alain de Raucourt
- Joseph Russillo
- Daniel Ambash et Maguy Marin, La jeune fille et la mort
- Michel & Michelle et Blaise, Grand ballet folklorique français
- François Verret, Flux-sape II
- Edwige Wood, Trafic danse
- Jacques Patarozzi
- Jean Pomares

Villes partenaires : Arcueil, Bonneuil, Champigny-sur-Marne, Choisy-le-Roi, Créteil, Fontenay-sous-Bois, Gentilly, L’Haÿ-les-Roses, Ivry-sur-Seine, Joinville-le-Pont, Limeil-Brévannes, Orly, La Queue-en-Brie, Villejuif, Villeneuve-le-Roi, Villeneuve-saint-Georges, Vitry-sur-Seine

### 2eédition– du28 maiau12 juin 1983
Artistes programmés :
- Anne Dreyfus, Nuits
- Peter Goss, Above et Below and above
- Josiane Rivoire, Arrêt d’urgence
- Jean Gaudin, Thérèse et Bernard
- Jean Pomares, Paysages sans couple, Paysages avec couple, Dei misteri dell’amore, et Chroniques II
- Quentin Roullier, Couleurs d’iceberg
- Witzman Anaya, Tlamatinine
- Caroline Marcadé, Tendre est la nuit, et Lucie
- Compagnie Les Abbesses, Effet de plaque
- Compagnie L’orme orange, Passe-passe
- Christine Gérard, Parentèles
- Susan Buirge, face et SAS
- Micheline Lelièvre
- Compagnie L’Esquisse, Tête close
- Compagnie Ardanse, Riposte
- Michel Hallet Eghayan, Thèmes et variations
- Compagnie Ris et Danceris, Rameau l’enchanteur
- Ballet-théâtre français de Nancy, L’estro armonico, Petrouchka variations, Chansons sans paroles et Symphonie en D
- Ballet des solistes de l’Opéra de Paris
- Maguy Marin, May B
- Michel & Michelle et Blaise, Grand ballet folklorique français

Villes partenaires : Alfortville, Arcueil, Bonneuil, Cachan, Champigny-sur-Marne, Chevilly-Larue, Choisy-le-Roi, Créteil, Fontenay-sous-Bois, Gentilly, L’Haÿ-les-Roses, Ivry-sur-Seine, Joinville-le-Pont, Limeil-Brévannes, Orly, La Queue-en-Brie, Villejuif, Villeneuve-le-Roi, Villeneuve-saint-Georges, Villiers-sur-Marne, Vitry-sur-Seine

### 3eédition- du19 avrilau9 juin 1985
Artistes programmés :
- Michel & Michelle et Blaise, La missa gallica
- Michel Caserta, Le partage du roi
- Alfonso Cata, Faust, Fantaisies et Rubies
- Sonie Bomo, Banquet et Orient Express
- Dominique Brun, Nacre ou la jetée
- Anne Carrié et Dominique Petit, Die Kindertotenlieder
- Kilina Crémona et Roger Meguin, Maisilyadelapluiedansleventquivoyage
- Odile Duboc, Avis de vent d’ouest, force 5 à 7
- Jacques Garnier et le Groupe de recherche Chorégraphique de l’Opéra de Paris
- Yannick Kergreis, Exit
- Nicole Lefèvre et Alain de Raucourt, Puzzlasept, Puzzlastuces
- Compagnie Maguy Marin, Contraste, Luna azul Bar, Kulladal, Glue et Strychnine
- Jean-Marc Matos, Cité I
- Jean Pomarès, Embarquement immédiat et Traverses
- Martha Moore, Two women talking
- Manuèle Robert, Vol de nuit
- Karine Saporta, Nonchalances déchirées et Un lien d’Azur (dans une ville allemande)
- Norbert Schmuki, Tchaikovski ballet, Le petit Pan, Gorgone, Rixe, Flûte de Pan, Cléopâtre, Patchworld et Le Corsaire de Drigo
- Micha van Hoecke, La dernière danse ?
- Elisabeth Schwartz, Nocturnes

Villes partenaires : Alfortville, Arcueil, Bonneuil-sur-Marne, Cachan, Champigny-sur-Marne, Chevilly-Larue, Choisy-le-Roi, Créteil, Fontenay-sous-Bois, Gentilly, L’Haÿ-les-Roses, Orly, Saint-Mandé, Villejuif, Villeneuve-le-Roi, Villiers-sur-Marne, Vitry-sur-Seine

### 4eédition- du1ermarsau10 mais 1987
Artistes programmés :
- Fabrice Dugied, Crawford ou les passions sauvages
- Thierry Guedj, Tension avide
- Lorraine Gomes, Légère brise matinale
- Brigitte Dumez, Almo Gavares
- Maryse Delente, Symphonia da requiem
- Alwin Nikolais, pièces variées
- Compagnie Naadim Théâtre, Les Fâcheux
- Claude Brumachon, Oc le Narquois et Oriane l’Effraie
- Christine Gérard, Sans connaissance
- Peter Goss, Oltre, Y  et Coccoon
- Michel Caserta, Thalweg
- Jean Guizérix et Wilfride Piollet, Eventail I : quatre pièces
- Josiane Rivoire, Tropiques
- Jean Gaudin, Sans paroles
- Dominique Petit, Jade
- Clo Lestrade, Toi et moi c’est à la vie à la mort
- Doussaint-Dubouloz, Angel street et Glissement de l’épingle dans ses cheveux : pas de blâme
- Sidonie Rochon, Les traits tirés
- Jean-Marc Matos, Littoral en un sur F
- Jeune Ballet de France, programme Lifar-Brumachon-Carlson-Tompkins
- Anne Dreyfus, pièces diverses
- Christine Burgos, La belle statuine
- Angelin Preljocaj, Hallali Romee
- Yvette Resal, Je nous rencontrerai à Naxos

Villes partenaires : Alfortville, Arcueil, Champigny-sur-Marne, Chevilly-Larue, Choisy-le-Roi, Fontenay-sous-Bois, Gentilly, L’Haÿ-les-Roses, Ivry-sur-Seine, Limeil-Brévannes, Maisons-Alfort, Orly, Rungis, Villejuif, Villiers-sur-Marne, Vitry-sur-Seine

### 5eédition– du10 maiau10 juin 1989
Artistes invités :
- Claude Brumachon, Folie
- Charles Cré-Ange, Cuisse de nymphe et L’encontre
- Odile Duboc, Codicille
- Mathilde Monnier, Cheval de quatre
- Hervé Robbe, Antichambre
- Angelin Preljocaj, Un trait d’union et Noces
- Jean Gaudin, Écarlate
- Daniel Larrieu, Anima
- Laura de Nercy et Bruno Dizien, Le creux poplité
- Karine Saporta, La fiancée aux yeux de bois (à ma mère)
- Hervé Jourdet, Averse d’octobre et Confesse
- Bruno Agati, Virages enlacés et Suprême de volaille
- Angels Margarit Vinals, Kolbebasar

Villes partenaires : Arcueil, Champigny-sur-Marne, Choisy-le-Roi, Créteil, Fontenay-sous-Bois, Gentilly, Ivry-sur-Seine, Limeil-Brévannes, Maisons-Alfort, Orly, Villejuif, Vitry-sur-Seine
Théâtres partenaires : Théâtre de Rungis

### 6eédition- du14 marsau20 avril 1991
Artistes invités :
- Marceline Lartigue, Lola Montès
- Olivier Farge, Dernière nouvelles volantes
- Gilles Mussard, Pas à pas
- Odile Cazes, Casa blu
- Isabelle Calleau, Tohu-bohu
- Didier Théron, Duo et Revue
- Hervé Jourdet, Portraits de maîtresses
- Stéphanie Aubin, L’art de se taire
- Reinhild Hoffmann, Marchandel et Ich schenk mein Herz
- Dominique Bagouet, Meublé sommairement, Commando Ursula 2, Jours étranges, So Schnell (extrait)
- Nadine Hernu, Après midithe
- Adriana Borriello, Contrappunti
- Virgilio Sieni et Steve Lacy, Notturno
- Jean-François Duroure, C’est à midi que l’obscurité s’achève
- Michel Kelemenis, Grands soirs
- Marcia Barcellos et Karl Biscuit, Aktualismus Oratorio Mongol
- Hervé Diasnas, La clairière des mots
- Christine Bastin, Grâce

Villes partenaires : Arcueil, Bonneuil-sur-Marne, Cachan, Champigny-sur-Marne, Chevilly-Larue, Choisy-le-Roi, Créteil, Fontenay-sous-Bois, Fresnes, Gentilly, Ivry-sur-Seine, Maisons-Alfort, Orly, Rungis, Villejuif, Vitry-sur-Seine

### 7eédition- du3 marsau9 avril 1993
Artistes invités :
- Odile Duboc, Projet de la matière
- Dominique Bagouet, Necesito
- Catherine Langlade, La porte jaune ou le corps révélateur
- Cécile Proust, Iblis
- Catherine Berbessou, A table !
- Marcia Barcellos et Karl Biscuit, 4-log Volapük
- Noémi Lapzeson, Monteverdi amours baroques et Cantus planus
- Michèle Rust, Encore
- Richard Alston, Le marteau sans maître et Rainbow bandit
- Régine Chopinot, Saint-Georges
- Pierre Doussaint, Les 41e rugissants
- Jacques Patarozzi, A Mossa, des jours et des nuits
- Laura de Nercy et Bruno Dizien, Peau de squale
- Editta Braun, Materialien für Tanz und Musik
- Claude Brumachon, Emigrants
- Nathalie Collantes, La théorie du voyage
- Hervé Robbe, Antichambre repetita et De humanis corporis fabrica
- Joëlle Bouvier et Régis Obadia, Welcome to paradise
- Pierre Droulers, Jamais de l’abîme

Villes partenaires : Ablon, Bonneuil-sur-Marne, Champigny-sur-Marne, Chevilly-Larue, Créteil, Fontenay-sous-Bois, Le Perreux-sur-Marne, Villiers-sur-Marne
Théâtres partenaires : Théâtre Paul Eluard (Choisy-le-Roi), Théâtre des Quartiers d’Ivry, Théâtre Claude Debussy (Maisons-Alfort), Théâtre Elsa Triolet (Orly), Théâtre de Rungis, Théâtre Romain Rolland (Villejuif), Théâtre Jean Vilar (Vitry-sur-Seine)

### 8eédition- du7 marsau14 avril 1995
Artistes invités :
- Michel Kelemenis, Mouvements
- Chrystine van Maerrem et Flavio Tortoli, Affirmation G
- Charles Cré-Ange, Aimées
- Quatuor Albrecht Knust, Instants d’Europe
- Jean-Christophe Boclé, Signes du temps
- Christine Bastin, Siloé
- Jean-Christophe Paré, Les deux limites et Tout est lié
- Angelin Preljocaj, Petit essai sur le temps qui passe et Noces
- Pascal Delhay, Le fief des moribonds
- Mark Tompkins, Home (le meilleur des mondes)
- Philippe Tréhet, Nuit blanche ou la promesse du temps
- Lucinda Childs, Dance #1, Rhythm plus, Impromptu et Concerto
- Michèle Anne de Mey, Sonatas 555
- Frédéric Lescure, Oulété… rencard au coin du monde
- Junior ballet du Conservatoire de Paris, programme Balanchine/Carlson/Muller/trio Crownsfest/Alston/Blaska
- Maguy Marin, Dam, Ramdam, Ram

Villes partenaires : Arcueil, Bonneuil-sur-Marne, Chevilly-Larue, Créteil, Fontenay-sous-Bois, Fresnes, Gentilly, Le Perreux-sur-Marne, Villejuif
Théâtres partenaires : Théâtre des Quartiers d’Ivry, Théâtre Claude Debussy (Maisons-Alfort), Centre Culturel d’Orly, Théâtre de Rungis, Théâtre Jean Vilar (Vitry-sur-Seine)

### 9eédition- du19 févrierau4 avril 1997
Artistes invités :
- Catherine Diverrès, Stances I et II
- Arisaka Ryuichi, Nega/c/tive BD, Valis in the victim et Ego sum X
- Sakiko Ohshima, Romeo and Juliet
- Dominique Rebaud, Journal coréen
- Mui Cheuk Yin, Awakening in a dream, Cursive script, As quick as silver, Forest whispers, Eulogy et A New-York
- MBDT, Séquence d’une vie
- Mourad Merzouki, Käfig
- Fantastik Breakers, création
- Lee Sun-Ock, Sun Mu Ga : Paramita
- Frédérique Chauveaux, Poulets à la Reine et Deus sexe machina
- Lin Yuan Shang, Une étincelle d’éternité
- Nathalie Collantes, La passe du soleil
- Annette Leday, La sensitive et Trans-Malabar
- José Montalvo, Double trouble, Paradis et Danses à voir et à danser
- Kota Yamazaki, Shasen, Shakuri et Traffic
- Lin Lee-Chen, Legend
- Philippe Tréhet, Les sept paroles de Prokofiev et La fusion de la déchirure

Villes partenaires : Alfortville, Bonneuil-sur-Marne, Boissy-Saint-Léger, Fontenay-sous-Bois, Fresnes, Le Kremlin-Bicêtre
Théâtres partenaires : Salle Jean Vilar (Arcueil), centre culturel Gérard Philipe (Champigny-sur-Marne), centre culturel André Malraux (Chevilly-Larue), Théâtre Paul Eluard (Choisy-le-Roi), Maison des Arts de Créteil, Théâtre Antoine Vitez (Ivry-sur-Seine), Centre des Bords de Marne (Le Perreux-sur-Marne), Théâtre Claude Debussy (Maisons-Alfort), centre culturel Aragon-Triolet (Orly), Arc-en-Ciel Théâtre (Rungis), Espace Delacroix (Saint-Maurice), Théâtre Romain Rolland (Villejuif), centre communal Pierre Martin (Villeneuve-le-Roi), Théâtre Jean Vilar (Vitry-sur-Seine).

### 10eédition- du10 marsau16 avril 1999
Artistes invités :
- Hélène Cathala et Fabrice Ramalingom, Oui et Figures libres
- Luc Petton, Polemos, If et En vol
- François Laroche-Valière, Rivages de but en blanc
- Hervé Diasnas, Cocagne
- Annette Leday, La sensitive
- Les Carnets Bagouet, Bien fait, pour vous
- Dance theater of Ireland, Jours étranges
- Chrystine van Maerrem et Flavio Tortoli, Vanitas
- Lee Sun-Ock, Sun Mu Ga : Paramita
- Cie Ykanji et le Hoodoo, Come fly with us et Les glisseurs du temps
- Mourad Merzouki, Récital
- Cie Retouramont, Extraction et Réflexion de façade
- Sandra Martinez et William Petit, Salam, à corps perdu
- Valérie Rivière, 40 paysages fixes mis en mouvement
- Dominique Rebaud, Journal coréen no 2
- Meryl Tankard, Possessed et Furioso
- Neville Campbell, extraits variés
- Bernard Glandier, Faits et gestes
- Michèle Anne de Mey, Katamênia
- José Montalvo, Paradis

Villes partenaires : Alfortville, Arcueil, Champigny-sur-Marne, Fontenay-sous-Bois, Fresnes, Gentilly, Le Kremlin-Bicêtre, Maisons-Alfort, Saint-Maurice, Villeneuve-le-Roi
Théâtres partenaires : Le Forum (Boissy-saint-Léger), Théâtre Paul Eluard (Choisy-le-Roi), Théâtre Antoine Vitez (Ivry-sur-Seine), Centre des Bords de Marne (Le Perreux-sur-Marne), centre culturel Aragon-Triolet (Orly), Arc-en-Ciel Théâtre (Rungis), Théâtre Romain Rolland (Villejuif), Studio-Théâtre (Vitry-sur-Seine), Théâtre Jean Vilar (Vitry-sur-Seine)

### 11eédition- du8 marsau6 avril 2001
Artistes invités :
- Angelin Preljocaj, Helikopter, MC 14/22 (ceci est mon corps), Centaures, Annonciation et Un trait d’union
- Norma Claire, Juste un zeste d’amour
- Fabrice Dugied, Ecouter/voir/danser/parler
- Michèle Noiret, In between
- Brigitte Seth et Roser Montllo Guberna, Suite pour quatre
- Marco Berrettini, Seuls les vivants survivront
- Yann Lheureux et Emmanuel Grivet, Ici et là
- Dominique Porte, 7 gouttes et des poussières, Cortex et Retard probable 5 min
- Christine Bastin, Un ange à la mer
- Jean-Marc Heim, Un homme vide
- Virginie Mirbeau, H₂O
- Cécile Proust, Approches
- Djamila Henni Chebra, Café Baladi
- Fatou Traoré et Kris Defoort, Passages
- Georges Momboye, Djibala groove percussions et Adjaya
- Jacques Fargearel, Félix et Le soleil des innocents
- Yann Lheureux, Chassés croisés
- Hervé Robbe, Factory
- Imed Jemaa, Rohal
- Imen Smaoui, Point
- Heddy Maalem, Black spring
- Maguy Marin, May B
- Danièle Desnoyers, Concerto grosso pour corps et surface métallique

Villes partenaires : Alfortville, Boissy-saint-Léger, Fontenay-sous-Bois, L’Haÿ-les-Roses, Fresnes, Gentilly, Le Kremlin-Bicêtre, Saint-Maurice, Villeneuve-le-Roi
Théâtres partenaires : Salle Jean Vilar (Arcueil), Théâtre Gérard Philipe (Champigny-sur-Marne), Théâtre Paul Eluard (Choisy-le-Roi), Maison des Arts de Créteil, Théâtre Antoine Vitez (Ivry-sur-Seine), NECC (Maisons-Alfort), centre culturel Aragon-Triolet (Orly), Théâtre Romain Rolland (Villejuif)

### 12eédition: du26 févrierau3 avril 2003
Artistes invités :
- Merce Cunningham, Pictures, Summerspace, Loose time, Suite for five, Fabrications, et How to pass, kick, fall and run
- Gabriel Hernandez, How many parts of it - the one - and’
- Isabelle Esposito, Moignon pourri ton aile volera
- Françoise et Dominique Dupuy, Vanités en leur enclos
- Rosalind Crisp, 03 quartet et Raft
- Karine Ponties, Brutalis
- Lin Lee-Chen, Hymne aux fleurs qui passent
- Valérie Rivière, No man’s land
- Karine Waehner et Fabrice Dugied, Mémoire vive 3
- Gang Peng et Danièle Virlouvet, Papier de chair
- Cécile Loyer, Ombre et Blanc
- Fabrice Guillot et Geneviève Mazin, Vertiges
- Maguy Marin, May B, Soliloque, Duo d’Eden, Grosse fugue, Entrevue, Points de fuite, et Les applaudissements ne se mangent pas
- Les Carnets Bagouet, Matière première
- Thomas Lebrun, On prendra bien le temps d’y être
- Odile Duboc, Trois Boléros
- Georges Momboye, Adjaya
- Bernardo Montet, O’More
- Cie Montalvo-Hervieu, Babelle heureuse

Villes partenaires : Fontenay-sous-Bois, Le Kremlin-Bicêtre
Théâtres partenaires : Théâtre de Cachan, Théâtre Gérard Philipe (Champigny-sur-Marne), Théâtre Paul Eluard (Choisy-le-Roi), Maison des Arts de Créteil, Théâtre Antoine Vitez (Ivry-sur-Seine), NECC (Maisons-Alfort), centre culturel Aragon-Triolet (Orly), Arc-en-Ciel Théâtre (Rungis), Espace Delacroix (Saint-Maurice), Théâtre Romain Rolland (Villejuif), Gare au Théâtre (Vitry-sur-Seine), Théâtre Jean Vilar (Vitry-sur-Seine)

### 13eédition- du7 marsau17 avril 2005
Artistes invités :
- Mié Coquempot, Dia-log et Trace/terre
- Georges Momboye, Prélude à l’après-midi d’un faune, Le sacre du printemps et Adjaya
- Jean-Marc Heim, Va et vient
- Toni Mira, Ful
- Angelin Preljocaj, Centaures, Annonciation et Empty moves, et N avec Ganular Synthesis
- Ballets Trockadero de Monte Carlo, Le Lac des Cygnes, Pas de deux/Surprise, I wanted to dance with you at the cafe experience, La mort du cygne et Paquita
- Maria Clara Villa-Lobos, XL because size does matter
- Stephen Petronio, Broken man, Lareigne et City of twist
- Peeping Tom, Le Salon
- Thomas Lebrun et Foofwa d’Immobilité, Mimesix
- Wayne McGregor, Nemesis
- Hiroaki Umeda, While going to a condition et Finore
- Béatrice Massin, Que ma joie demeure
- Lia Rodrigues, Ce dont nous sommes faits
- Rosalind Crisp, Ducktalk, Beautiful et Autoportrait Raskolnikov
- Andrea Sitter, La reine s’ennuie
- Inbal Pinto Avshalom Pollak, Oyster
- Erika Zueneli, Sara, Sara

Villes partenaires : Gentilly
Théâtres partenaires : Théâtre de Cachan, Théâtre Gérard Philipe (Champigny-sur-Marne), Maison des Arts de Créteil, salle Jacques Brel (Fontenay-sous-Bois), Espace André Malraux (Le Kremlin-Bicêtre), Centre des Bords de Marne (Le Perreux-sur-Marne), théâtre Claude Debussy (Maisons-Alfort), centre Aragon-Triolet (Orly), Arc-en-Ciel Théâtre (Rungis), Espace Delacroix (Saint-Maurice), Théâtre Romain Rolland (Villejuif), théâtre Georges Brassens (Villiers-sur-Marne), Gare au Théâtre (Vitry-sur-Seine), théâtre Jean Vilar (Vitry-sur-Seine)

### 14eédition: du6 marsau6 avril 2007
Artistes invités :
- Daniel Dobbels, L’épanchement d’Echo
- Mié Coquempot, Aléa
- Hélène Cathala, Shagga
- Fabrice Ramalingom, Comment se ment
- Françoise et Dominique Dupuy, Le regard par-dessus le col
- Eva Meyer-Keller, Death is certain
- Rosalind Crisp, d a n c e (1)
- Jean-Luc Terrade et Sylvain Méret, Le modèle de Molinier ou le cérémonial narcissique
- Andrea Sitter, Jérôme Bel
- Ingeborg Liptay, pièces variées
- Virgilio Sieni, Solo Goldberg improvisation
- Pascal Allio et Cosmin Manolescu, Visa game
- Barbara Mavro-Thalassitis, Motion pictures
- Stuart Lynch, Paradance voice
- Anja Hempel, Fleisch
- Yann Lheureux et Fadhel Jaibi, Fragments intimes
- Bianca Papafava, Le chant de Circé
- Olivia Grandville, Ryoanji
- Nacera Belaza, Un an après…
- Viviana Moin et Alexandre Théry, Viviana et Alexandre
- Thierry Baë, Journal d’inquiétude et Pièce impossible pour un danseur et ses doublures
- Pascal Rioult, The Ravel project
- Stephen Petronio, Broken man, Bud suite et Cycle of twist
- Bruno Beltrao, H2 2005
- Norma Claire, Va, vis
- Lia Rodrigues, Incarnat
- Carlotta Sagna, Tourlourou
- José Montalvo et Dominique Hervieu, La bossa fataka de Rameau
- Maria-Kiran, Bharatha-Bach, une chorégraphie liturgique

Villes partenaires : Gentilly
Théâtres partenaires : Théâtre Gérard Philipe (Champigny-sur-Marne), théâtre des deux rives (Charenton-le-Pont), théâtre Paul Eluard (Choisy-le-Roi), CCN de Créteil, salle Jacques Brel (Fontenay-sous-Bois), théâtre Antoine Vitez (Ivry-sur-Seine), espace André Malraux (Le Kremlin-Bicêtre), Centre des Bords de Marne (Le Perreux-sur-Marne), théâtre Claude Debussy (Maisons-Alfort), NECC (Maisons-Alfort), centre culturel Aragon-Triolet (Orly), théâtre Romain Rolland (Villejuif), MAC/VAL (Vitry-sur-Seine), EMA (Vitry-sur-Seine), théâtre Jean-Vilar (Vitry-sur-Seine)

### 15eédition: du4 marsau9 avril 2009
Artistes invités :
- Nelisiwe Xaba, Black !... White ?
- Nacera Belaza, Le cri
- Daniel Dobbels, Danser, de peur…
- Joanne Leighton, Surface #1 et The end
- Georges Momboye, Le prélude à l’après-midi d’un faune, Le sacre du printemps et Entre ciel et terre
- Thomas Lebrun, Itinéraire d’un danseur grassouillet
- Virgilio Sieni, Solo Goldberg Improvisation
- Jean-Marc Heim, Flagrant Delhi
- Merce Cunningham, Suite for five, Autour de Paris event et MinEvent
- Anne Nguyen, L’esprit souterrain et Racine carrée
- Yong-bu Ha, Les danses de l’homme
- Hiroaki Umeda, Accumulated layout, While going to a condition
- Ziya Azazi, Dervish in progress
- Philippe Ménard, oN/oFF
- Karine Ponties, Holeulone
- Geisha Fontaine et Pierre Cottreau, Une pièce mécanique
- Rosalind Crisp, d a n c e (4)
- Thomas Guerry et Camille Rocailleux, Lisa

Théâtres partenaires : Pôle Culturel (Alfortville), TPE (Bezons), centre Olivier-Messiaen (Champigny-sur-Marne), Théâtre des Deux Rives (Charenton-le-Pont), Théâtre Paul Eluard (Choisy-le-Roi), salle Jacques Brel (Fontenay-sous-Bois), théâtre Antoine Vitez (Ivry-sur-Seine), espace culturel André Malraux (Le Kremlin-Bicêtre), Centre des Bords de Marne (Le Perreux-sur-Marne), théâtre Claude Debussy (Maisons-Alfort), Espace Michel Simon (Noisy-le-Grand), Théâtre des Bergeries (Noisy-le-Sec), centre culturel Aragon-Triolet (Orly), Atelier de Paris Carolyn Carlson (Paris), Centre Wallonie-Bruxelles (Paris), théâtre Romain Rolland (Villejuif), théâtre Jean-Vilar (Vitry-sur-Seine)

### 16eédition- du28 févrierau2 avril 2011
Artistes invités :
- Patrick Bonté et Nicole Mossoux, Migrations, Les Corps magnétiques, Les Buveuses de café et Skeleton
- Michèle Noiret, Minutes opportunes
- Bud Blumenthal, Dancers!
- Hervé Diasnas, Diaphane
- Paco Decina, Non finito
- Peeping Tom, 32 rue Vandenbranden
- Thomas Lebrun, La constellation consternée et Feue
- Camille Boitel, L’immédiat
- Anthony Egéa, Clash
- Claudia Miazzo et Jean-Paul Padovani, Ostinato
- Christian et François Ben Aïm, Valse en trois temps
- Hervé Diasnas et Bruno Pradet, (H.B.D.P.)
- Wayne McGregor, F.A.R.
- Kristel Van Issum, Disorderly conduct
- Claire Jenny, Chairs (de) femmes
- Pedro Pauwels, Sens 1
- Mourad Merzouki, Correira et Agwa
- Palle Granhoj, Dance me to the end on/off love
- Jean Gaudin, fluXS.2
- Carolyn Carlson, Blue lady (revisited)
- Ina Christel Johannessen, (Im)possible
- Stian Danielsen, I reckon
- Georges Momboye, Empreintes massaï
- Michel Caserta, Danse encore
- Mark Tompkins, Black’n blues

Théâtres partenaires : Pôle Culturel (Alfortville), TPE (Bezons), salle Gérard Philipe (Bonneuil-sur-Marne), théâtre Antoine Vitez (Ivry-sur-Seine), espace culturel André Malraux (Le Kremlin-Bicêtre), Centre des Bords de Marne (Le Perreux-sur-Marne), théâtre Claude Debussy (Maisons-Alfort), Espace Michel Simon (Noisy-le-Grand), Théâtre des Bergeries (Noisy-le-Sec), centre culturel Aragon-Triolet (Orly), Atelier de Paris Carolyn Carlson (Paris), Centre Wallonie-Bruxelles (Paris), Théâtre de Saint-Maur-des-Fossés, salle polyvalente de Villecresnes,  théâtre Romain Rolland (Villejuif), auditorium Jean-Pierre Miquel (Vincennes), MAC/VAL (Vitry-sur-Seine), théâtre Jean-Vilar (Vitry-sur-Seine)

### 17eédition- du21 marsau20 avril 2013
Artistes invités :
- Josef Nadj, Ozoon et Les corbeaux
- Willi Dorner, Fitting
- Karine Ponties, Luciola
- Mitia Fedotenko, [par Être]
- Kitt Johnson, Rankefod
- Pedro Pauwels, Sors
- Dominique Bagouet et Christian Bourigault, F&Stein réinterprétation
- Collectif 2 temps 3 mouvements, Et des poussières
- Béatrice Massin, Fantaisies
- Gilles Vérièpe, Petites formes dansées
- Hervé Diasnas, Nuées
- Chris Haring, Talking head
- Peter Jasko, Solo 2009 - to be continued
- Mourad Merzouki, Käfig Brazil
- Philippe Jamet, Travail
- Brigitte Seth et Roser Monttlo Guberna, Change or die
- Emio Greco et Pieter C. Scholten, Passione in due
- Sofia Fitas, soirée Bestiaire al forno
- Heddy Maalem, Eloge du puissant royaume
- Ambra Senatore, John
- Luc Petton, Swan
- Angelin Preljocaj, Royaume uni
- Sylvain Groud, Elles
- Maxence Rey, Sous ma peau
- Vaclav Kunes, REEN
- Natasa Novotna, Sacrebleu
- Carlotta Ikeda et Kô Murobushi, Un coup de don
- Claudia Triozzi, Pour une thèse vivante

Théâtres partenaires : Pôle Culturel (Alfortville), TPE (Bezons), théâtre Jacques Carat (Cachan), Fontenay-en-Scène (Fontenay-sous-Bois), théâtre Antoine Vitez (Ivry-sur-Seine), espace culturel André Malraux (Le Kremlin-Bicêtre), Centre des Bords de Marne (Le Perreux-sur-Marne), NECC (Maisons-Alfort), Espace Michel Simon (Noisy-le-Grand), Théâtre des Bergeries (Noisy-le-Sec), centre culturel Aragon-Triolet (Orly), Atelier de Paris Carolyn Carlson (Paris), Théâtre de Saint-Maur-des-Fossés, salle polyvalente de Villecresnes,  théâtre Romain Rolland (Villejuif), auditorium Jean-Pierre Miquel (Vincennes), bibliothèque Nelson Mandela (Vitry-sur-seine), MAC/VAL (Vitry-sur-Seine), théâtre Jean-Vilar (Vitry-sur-Seine), 3 cinés Robespierre (Vitry-sur-Seine)

### 18eédition-5 marsau3 avril 2015
Artistes invités :
- Marcos Morau, Los pajaros muertos
- Satchie Noro et Silvain Ohl, Origami
- Marcia Muñoz et Pep Ramis, Le cinquième hiver
- Fabrice Dugied, La collection Lise B.
- Dery Fazio, Dictionnaire non exhaustif de la monstruologie
- Claudia Miazzo et Jean-Claude Padovani, Motus anima
- Paul-André Fortier, 15x la nuit
- Anne Collod, Parades and changes, replay in expansion et Le parlement des invisibles
- Brigitte Seth et Roser Montllo Guberna, ¡ Esmerate !
- Mourad Merzouki, Pixel
- Christian Ubl, Shake it out
- Rocio Molina et Rosario “La Tremendita”, Afectos
- Gilles Vérièpe, She-mâle et Le carnaval de Saëns
- Fabrice Lambert et Gaëlle Obiégly, L’incognito
- Patrick Bonté et Nicole Mossoux, Histoire de l’imposture et Petite imposture
- Tomeo Verges, Syndrome amnésique avec fabulations
- Jan Martens, The dog days are over et Ode to the attempt
- Juan Dante Murillo, Rockers
- Maxence Rey, Curiosité et Sous ma peau
- Claire Cunningham, Give me a reason to live
- Giorgia Nardin, All dressed up with nowhere to go
- Thomas Guerry et Camille Rocailleux, Solonely
- François Chaignaud et Cecilia Bengolea, Tour du monde des danses urbaines en 10 villes
- Emanuela Nelli, Banshees
- Marlene Monteiro Freitas, De Marfim e carne
- Ambra Senatore, Petites briques et Mise en vitrage

Théâtres partenaires : Pôle Culturel (Alfortville), TPE (Bezons), théâtre Jacques Carat (Cachan), centre Olivier-Messiaen (Champigny-sur-Marne), Théâtre des Deux Rives (Charenton-le-Pont), Théâtre de Châtillon, théâtre Paul eluard (Choisy-le-Roi), Maison des Arts de Créteil, salle Jacques Brel (Fontenay-sous-Bois), théâtre Antoine Vitez (Ivry-sur-Seine), salle Pablo Picasso (la Norville), Centre des Bords de Marne (Le Perreux-sur-Marne), théâtre Claude Debussy (Maisons-Alfort), centre culturel Aragon-Triolet (Orly), Atelier de Paris Carolyn Carlson (Paris), Musée national Pablo Picasso (Paris), auditorium du musée du Louvre (Paris), Théâtre de Rungis, M.I.N. Halles des fleurs (Rungis), Théâtre de Saint-Maur-des-Fossés, auditorium Jean-Pierre Miquel (Vincennes), MAC/VAL (Vitry-sur-Seine), théâtre Jean-Vilar (Vitry-sur-Seine)

### 19eédition- du1ermarsau1eravril 2017
Artistes invités :
- Marie Chouinard, Jérôme Bosch : le jardin des délices, Prélude à l’après-midi d’un faune, Le sacre du printemps et Conférence dansée no 2
- Ana Pi, Cecilia Bengolea et François Chaignaud, Le tour du monde des danses urbaines en 10 villes
- Catherine Berbessou, Tu, el cielo y tu
- Maud Le Pladec, Concrete, Moto-cross et Je n’ai jamais eu envie de disparaître (avec Pierre Ducrozet)
- Anne Collod, Exposure
- Christian Ubl, S T I L
- Radhouane El Meddeb, A mon père, une dernière danse et un premier baiser et Au temps où les Arabes dansaient…
- Denis Plassard, Albertine, Hector et Charles
- Yoann Bourgeois, Tentatives d’approches d’un point de suspension
- Sébastien Laurent, SOLI.DES
- Laurent Blondiau et Salia Sanou, Kawral et Souffle rit / souffle danse
- Seydou Boro, Le cri de la chair
- Seydou Boro et Salia Sanou, Figninto
- Judith Olivia Manantenasoa, Métamorphose
- Vincent Mantsoe, Gula
- Jeannot Kumbonyeki, Le Kombi
- Kettly Noël, Ti Chèlbè
- Lucie Eidenbenz, Tschägg
- Nicole Mossoux, Vice versa
- Roy Assaf, La colline
- Qudus Onikeku, WE ALMOST FORGOT
- Patrick Bonté, A TASTE OF POISON
- Chris Haring, DEEP DISH - the perfect garden series
- Christian et François Ben Aïm, Brûlent nos cœurs insoumis (live)
- Boris Charmatz, 20 danseurs pour le XXe siècle
- Boris Charmatz et Dimitri Chamblas, A bras le corps
- Frank Micheletti et Charles Robinson, The spleen

Manifestations associées : La cité (éphémère) de la danse (Dancing museums)
Villes partenaires : Fontenay-sous-Bois, Morsang-sur-Orge, Vincennes
Théâtres partenaires : Pôle Culturel (Alfortville), salle Lino Ventura (Athis-Mons), Le plus petit cirque du monde (Bagneux), TPE (Bezons), théâtre Gérard Philipe (Champigny-sur-Marne), Théâtre des Deux Rives (Charenton-le-Pont), Théâtre de Châtillon, théâtre Paul Eluard (Choisy-le-Roi), Maison des Arts de Créteil, théâtre Antoine Vitez (Ivry-sur-Seine), Centre des Bords de Marne (Le Perreux-sur-Marne), théâtre Claude Debussy (Maisons-Alfort), centre culturel Aragon-Triolet (Orly), CDC - Atelier de Paris (Paris), EPGH de la Villette (Paris), Théâtre de Rungis, Théâtre de Saint-Maur-des-Fossés, théâtre Louis Aragon (Tremblay-en-France), théâtre Romain Rolland (Villejuif), MAC/VAL (Vitry-sur-Seine), théâtre Jean-Vilar (Vitry-sur-Seine)

### 20eédition- du21 marsau19 avril 2019
Artistes invités :
- Joanne Leighton, Corps exquis
- Alexandre Roccoli, Hadra Youness - Yacine et Weaver quintet
- Compagnie Mossoux-Bonté - The Great He-Goat
- Oona Doherty, Hard to be soft - a Belfast prayer, Hope hunt & the ascension of Lazarus et Lady Magma
- Ashley Chen & Philip Connaughton, Whack!!
- Marie Béland, Beside
- Maud Le Pladec, twenty seven perspectives
- Sébastien Laurent, Désenchanter (ré-enchanter)
- Dimitri Hatton, Satchie Noro et Silvain Ohl, Mind the gap
- Cie Maguy Marin, Ligne de crête et May B
- Chloé Moglia, La Spire
- Alessandro Sciarroni, Augusto
- Ann van den Broek, Blueprint on memory
- Jean-Marie Machado, Aïcha M’barek et Hafiz Dhaou, L’amour sorcier
- Meytal Blanaru, We were the future
- Foofwa d’Immobilité, Dancewalk - du vert sinon j’étouffe
- Fabrice Lambert, Aujourd’hui, sauvage
- Satchie Noro et Silvain Ohl, De nuage à origami
- Christian Ubl, Langues de feu et lames de fond
- Joanne Leighton et Camille Laurens, L&L
- Fouad Boussouf, Näss [Les gens]
- Alessandro Bernardeschi et Mauro Paccagnella, El pueblo unido jamás será vencido

Manifestations associées : Spring forward 2019 (Aerowaves), “Nous aussi nous sommes l’Europe !” (festival international de la vidéo-danse de Bourgogne)
Théâtres partenaires : Théâtre Jacques Carat (Cachan), centre culturel Jean Vilar (Champigny-sur-Marne), Théâtre des deux rives (Charenton-le-Pont), théâtre Paul Eluard (Choisy-le-Roi), Maison des Arts de Créteil, salle Jacques Brel (Fontenay-sous-Bois), Théâtre Antoine Vitez (Ivry-sur-Seine), Théâtre des Quartiers d’Ivry (Ivry-sur-Seine), Théâtre Claude Debussy (Maisons-Alfort), Square Ténine (Orly), Atelier de Paris - CDC (Paris), Chaillot - Théâtre National de la Danse (Paris), Palais de la Porte Dorée (Paris), Le Regard du Cygne (Paris), Centre des Bords de Marne (Le Perreux-sur-Marne), Théâtre de Rungis, Domaine National de Saint-Cloud, Théâtre de Vanves, La Tégéval (Villecresnes), Théâtre Romain Rolland (Villejuif), MAC/VAL (Vitry-sur-Seine), Théâtre Jean Vilar (Vitry-sur-Seine)